# Pardilhó
Pardilhó é uma vila portuguesa sede da Freguesia de Pardilhó do Município de Estarreja, freguesia com 15,7 km² de área e 4232 habitantes (censo de 2021), tendo, assim, uma densidade populacional de 269,6 hab./km².
A principal povoação da freguesia e que lhe deu o nome, Pardilhó, foi elevada à categoria de vila em 9 de dezembro de 2004.
Existe mais do que uma explicação para o nome Pardilhó, mas a mais comummente aceite é a de que o lugar ficava perto das ilhotas da Ria de Aveiro e daí se dizer que era o lugar "A par dos ilhós", que deu mais tarde lugar a Pardilhó.[carece de fontes?]

## Demografia
Nota: Pelo decreto nº 12.457, de 11/10/1926, foi transferida para o concelho de Ovar, voltando de novo a este concelho pelo decreto nº 15.395, de 14/04/1928.
A população registada nos censos foi:
| Distribuição da População por Grupos Etários | Distribuição da População por Grupos Etários | Distribuição da População por Grupos Etários | Distribuição da População por Grupos Etários | Distribuição da População por Grupos Etários |
| -------------------------------------------- | -------------------------------------------- | -------------------------------------------- | -------------------------------------------- | -------------------------------------------- |
| Ano                                          | 0-14 Anos                                    | 15-24 Anos                                   | 25-64 Anos                                   | > 65 Anos                                    |
| 2001                                         | 738                                          | 645                                          | 2104                                         | 688                                          |
| 2011                                         | 638                                          | 511                                          | 2180                                         | 847                                          |
| 2021                                         | 576                                          | 418                                          | 2285                                         | 953                                          |

## Património
- Igreja Paroquial de Pardilhó
- Capelas de Nossa Senhora dos Remédios e de Santo António
- Cruzeiro
- Fonte Samaritana
- Estreitos da ria de Aveiro
- Quintas da Ribeira da Aldeia, do Nacinho, das Bulhas e das Teixugueiras
- Capela de São Diogo

## Tradições
Pardilhó tem diversos braços de ria - as chamadas ribeiras. Nas ribeiras existem cais com bateiras (barcos típicos) utilizados na pesca de enguias, linguado ou robalo e os barcos moliceiros usados para apanha do moliço, um excelente fertilizante natural.

## Personalidades
- Professor Doutor António Caetano de Abreu Freire, também conhecido por Egas Moniz, prémio Nobel da Medicina, viveu em Pardilhó com o seu tio e padrinho Abade Pina, onde fez a instrução primária.
- Dr. Jaime Ferreira da Silva foi presidente da Câmara de Estarreja e Governador Civil de Aveiro, era natural de Pardilhó.
- Dr. José Bento de Almeida e Silva, poeta, condecorado pelo Presidente da República e pelos Reis de Espanha, era natural de Pardilhó.
- Fernando Assis Pacheco, jornalista, escritor e poeta, passou muitos verões e Páscoas em Pardilhó, na casa da família da sua mulher Maria do Rosário Pinto de Ruela Ramos, na actual Rua dos Emigrantes nº2, onde escreveu parte da sua obra de prosa e poesia. Tem poemas dedicados a Pardilhó publicados no livro 'A Musa Irregular', terra do seu sogro e que muito apreciava. Na fachada da referida casa a Junta de Freguesia de Pardilhó descerrou uma placa em sua homenagem. Vários retratos conhecidos de Fernando Assis Pacheco foram tirados em Pardilhó, na Ribeira da Aldeia e ao pé da 'Amélinha'.A casa é ainda usada pela família composta pela sua mulher e pelas suas filhas Rita, Ana, Rosa, Catarina, Bárbara e pelo filho João.Embora Fernando Assis Pacheco tivesse nascido em Coimbra, as suas férias de família foram passadas em Pardilhó, onde conversava com o poeta José Bento, o Padre António Ruela, e claro, com a vizinha Amelinha onde havia a saborosa broa de milho comprada à fatia.

Outras personalidades da freguesia de Pardilhó:
- Dr. Jaime Ferreira da Silva
- António Joaquim de Resende
- Saavedra Guedes
- Padre Donaciano de Abreu Freire
- D. Manuel Maria Ferreira da Silva
- Maurício de Almeida
- Maria do Carmo Valente de Almeida
- Joaquim Brito Mesquita
- Agostinho Luiz Pereira Valente
- Padre Ismael Ferreira de Almeida e Matos
- José Bento
- Fernando Assis Pacheco
- Maestro José Lopes

## Política

### Eleições autárquicas (Junta de Freguesia)
| Partido | 1976 | 1976 | 1979 | 1979 | 1982 | 1982 | 1985 | 1985 | 1989 | 1989 | 1993 | 1993 | 1997 | 1997 | 2001 | 2001 | 2005 | 2005 | 2009 | 2009 | 2013 | 2013 |
| Partido | %    | M    | %    | M    | %    | M    | %    | M    | %    | M    | %    | M    | %    | M    | %    | M    | %    | M    | %    | M    | %    | M    |
| ------- | ---- | ---- | ---- | ---- | ---- | ---- | ---- | ---- | ---- | ---- | ---- | ---- | ---- | ---- | ---- | ---- | ---- | ---- | ---- | ---- | ---- | ---- |
| PPD/PSD | 55,1 | 6    | 51,1 | 8    | 60,4 | 9    | 62,1 | 6    | 52,8 | 6    | 31,6 | 3    | 42,5 | 4    |      |      |      |      |      |      |      |      |
| IND     | 24,8 | 2    |      |      |      |      |      |      |      |      | 8,1  | 1    |      |      |      |      |      |      |      |      |      |      |
| CDS-PP  | 14,7 | 1    | 18,9 | 2    | 10,8 | 1    | 11,9 | 1    | 13,1 | 1    | 5,5  | -    |      |      |      |      |      |      |      |      |      |      |
| PS      |      |      | 14,3 | 2    | 13,3 | 2    | 12,1 | 1    | 17,5 | 1    | 45,7 | 5    | 41,8 | 4    | 34,2 | 3    | 17,7 | 1    | 17,2 | 1    | 20,3 | 2    |
| APU/CDU |      |      | 12,7 | 1    | 10,6 | 1    | 11,4 | 1    | 13,5 | 1    | 6,1  | -    | 13,1 | 1    | 7,1  | -    | 8,0  | -    | 16,7 | 1    | 35,6 | 3    |
| PSD-CDS |      |      |      |      |      |      |      |      |      |      |      |      |      |      | 55,9 | 6    | 71,2 | 8    | 63,6 | 7    | 40,2 | 4    |